# Dmitrij Alekszandrovics Hvorosztovszkij
Dmitrij Alekszandrovics Hvorosztovszkij (oroszul: Дмитрий Александрович Хворостовский; Krasznojarszk, 1962. október 16. – London, 2017. november 22.) orosz operaénekes (bariton).

## Életútja
Hvorosztovszkij a szibériai Krasznojarszkban született. Tanulmányait a Krasznojarszki Művészeti Iskolában végezte. Szülővárosa operaházában debütált Marulloként Verdi Rigolettojában. Több énekversenyen végzett az élmezőnyben. Első sikerét 1987-ben az orosz Glinka-versenyen aratta, a következő évben Toulouse-ban nyert. Pályájára legnagyobb hatással az 1989-ben szerzett első helye volt a BBC cardiffi Singer of the World versenyén, legyőzve a helyi kedvencet, Bryn Terfelt.
Nyugati karrierje Nizzában indult, ahol Csajkovszkij Pikk dámájában szerepelt. 1990-ben már New Yorkban lépett fel. A világhír 1993-ban érte el a La Traviata előadásakor. Azóta énekelt szinte minden nagy operaházban, többek között a Metropolitanben, a Covent Gardenben, a Berlini Állami Operában, a La Scalában és a Bécsi Állami Operaházban.
2005-ben a második világháború orosz hőseire emlékezve hazájában tartott koncertkörutat. Dalénekesként és oratóriumszólistaként is rendszeresen szerepelt, élete vége felé táncdalokat is énekelt. 2015-ben tumort találtak az agyában, ami okán először visszavonult, majd visszatért a színpadra. 2016 decemberében jelentette be újabb visszavonulását betegsége miatt. 2017. november 22-én Londonban hunyt el.